# COBAIN モンタージュ・オブ・ヘック
『COBAIN モンタージュ・オブ・ヘック』 (Kurt Cobain: Montage of Heck)はニルヴァーナのフロントマン、カート・コバーンについてのドキュメンタリー映画。2015年作。ブレット・モーゲン監督、コバーンの実娘、フランシス・ビーン・コバーンが製作総指揮(co-executive producer)として関わっている。

## 製作
モーゲンはコバーンの寡婦コートニー・ラブからアプローチを受け、2007年からこの映画に携わった。コバーンの伝記作品のうち、家族が全面協力したものとして初である。監督とチームは家族の許可の元、コバーンが残した個人的、また親族によるアーカイヴにアクセスする事が出来た。
映画のタイトルはコバーンが1988年に4トラックのカセット・レコーダーで製作したテープのタイトルに基づくもので、「巨大なモンタージュ」もしくは「苦心の作のつなぎ合わせ」といった程度の意味。これは2つのヴァージョンがあり、一方は36分、一方は8分の内容。
モーゲンはインタヴュー映像の使い方などは『レニー・ブルース』(1974年作)を参考にしたという。
映画作中では1994年3月にローマで昏睡状態に陥る事件(ラヴによればこれが最初の自殺未遂)までを扱い、翌月のコバーンの自殺の直接の経緯については触れられていない。

## 公開
映画は2015年1月にSundance Film Festival、2月に第65回ベルリン国際映画祭で先行公開の後、4月に英国、米国でそれぞれ一般公開されたが、米国では3つの劇場にかかったのみと劇場公開は非常に限定的であった。その後、米国のケーブルテレビ放送局、HBO (Home Box Office)で5月公開され、興行的にはこれが「本命」であったと思われる。
日本公開は同年6月より。英語版DVDおよびブルーレイは11月予定。

## サウンドトラック
2015年11月に『Montage of Heck: The Home Recordings』としてリリースされた。13トラック収録の通常盤/33分と、31トラック収録デラックスエディション/71分の2種が発売されている。日本盤は未発売。いずれにもニルヴァーナ作の音楽は含まれない。通常盤はコバーンの作によるホーム・デモ音源を網羅した内容で、デラックスエディションにはそれらに加え映画で使用された楽曲や台詞をのせたものなどで構成されている。

## 関連本
米国/英国版でカヴァー違い、ページ数違いの2種類の関連本が出版されている。 監督のモーゲンとRichard Bienstockの共著。劇中に登場したコバーンのノートやアート、インタヴューの書き起こしを含む内容。
- 米国版 - "Kurt Cobain: Montage of Heck" Insight Editions発行, 160ページ ISBN 978-1608875498
- 英国版 - "Kurt Cobain: A Montage of Heck" Omnibus Press発行, 208ページ ISBN 978-1783059669

同書の米国版を底本とする日本語版は2016年3月に発行。
- 『カート・コバーン:オフィシャル・ドキュメンタリー』喜多直子訳, ヤマハミュージックメディア, 160ページ ISBN 978-4636919417